# Zamek Dankwarderode
Zamek Dankwarderode (niem. Burg Dankwarderode) w Brunszwiku – romański dwór książęcy założony ok. 1173 roku przez księcia Saksonii i Bawarii Henryka Lwa z dynastii Welfów jako rezydencja władcy, który uczynił miasto siedzibą założonego przez siebie księstwa. Rezydencja ta usytuowana jest na dawnej wyspie na rzece Oker, zajmuje wschodnią stronę placu, przy którym Henryk Lew ufundował także kościół Św. Błażeja i Jana Chrzciciela, obecnie katedrę.

## Dzieje
Pierwotna rezydencja składała się z palatium i dwukondygnacyjnej kaplicy dedykowanej świętym Jerzemu i Gertrudzie. W 1252 roku zamek uległ zniszczeniu przez pożar, a następnie odbudowany i powiększony do obecnych rozmiarów. W 1616 roku na zlecenie księcia Brunszwiku i Wolfenbüttel Fryderyka Ulryka zamek przebudowano w stylu północnego manieryzmu.  W wyniku kolejnych przebudów w XVIII i XIX w. zamek niemal całkowicie utracił historyczne formy. Po pożarze w 1873 roku, dzięki mecenatowi  ówczesnego regenta Brunszwiku, księcia Albrechta dokonano gruntownych badań. Wówczas uratowano zachowane romańskie fragmenty. W latach 1887–1906 architekt i budowniczy miejski Brunszwiku Ludwig Winter dokonał rekonstrukcji zamku, który otrzymał dawny kostium architektoniczny, natomiast część wnętrz z Salą Rycerską na czele otrzymała wystrój w duchu romantyczno-historyzującym. Po odbudowie ze zniszczeń wojennych w 1963 roku zamek stał się oddziałem Muzeum Księcia Antoniego Ulryka. Wewnątrz znalazły się zbiory sztuki średniowiecznej (cenne dzieła rzeźby, malarstwa książkowego, malarstwa tablicowego i rzemiosła artystycznego – złotnictwo, wyroby z kości słoniowej). W 1989 roku zbiory zostały wzbogacone o oryginalną brązową rzeźbę Lwa Brunszwickiego, który stał dotąd przed zamkiem. Oryginał w historycznym miejscu zastąpiono kopią z 1937 roku.

## Galeria

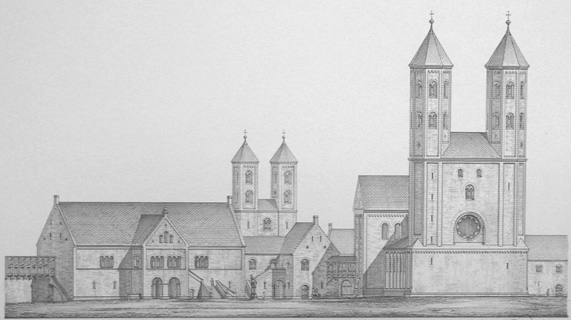
Rekonstrukcja zamku i katedry według Ludwiga Wintera
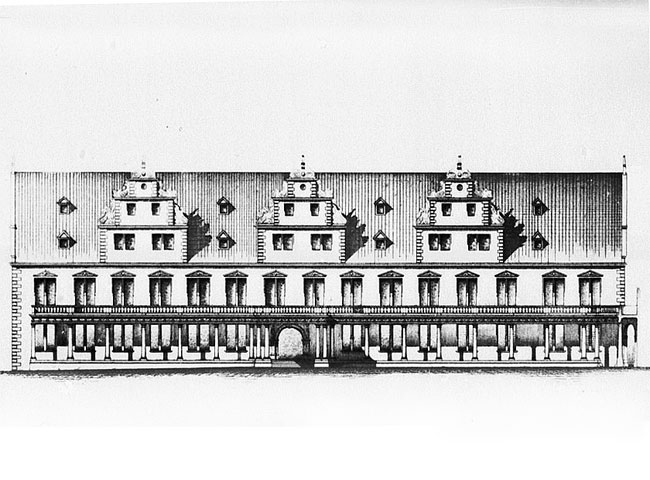
Wygląd zamku z 1720 r.
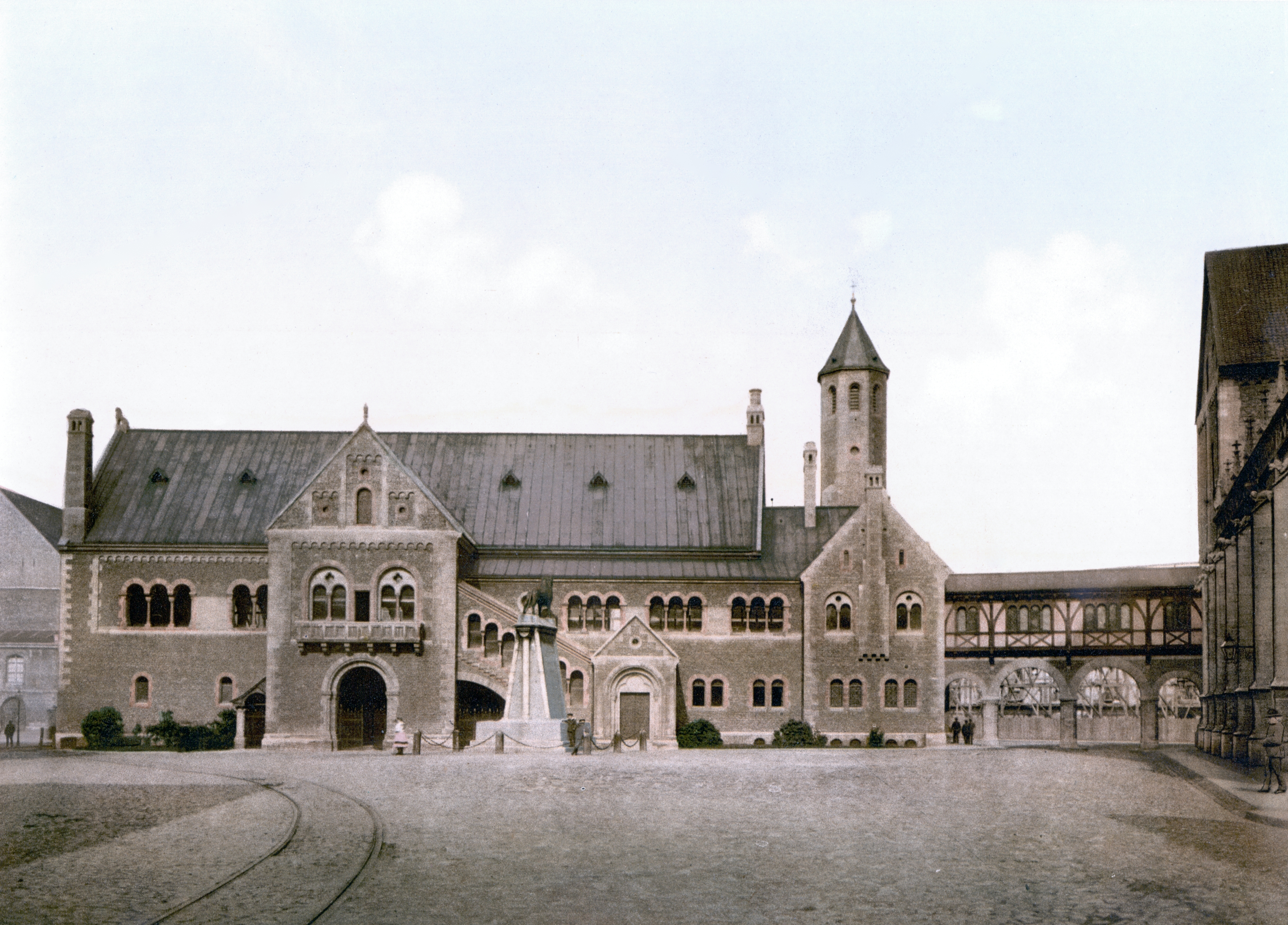
Widok zamku z 1900. Widoczny ganek łączący rezydencję z katedrą.
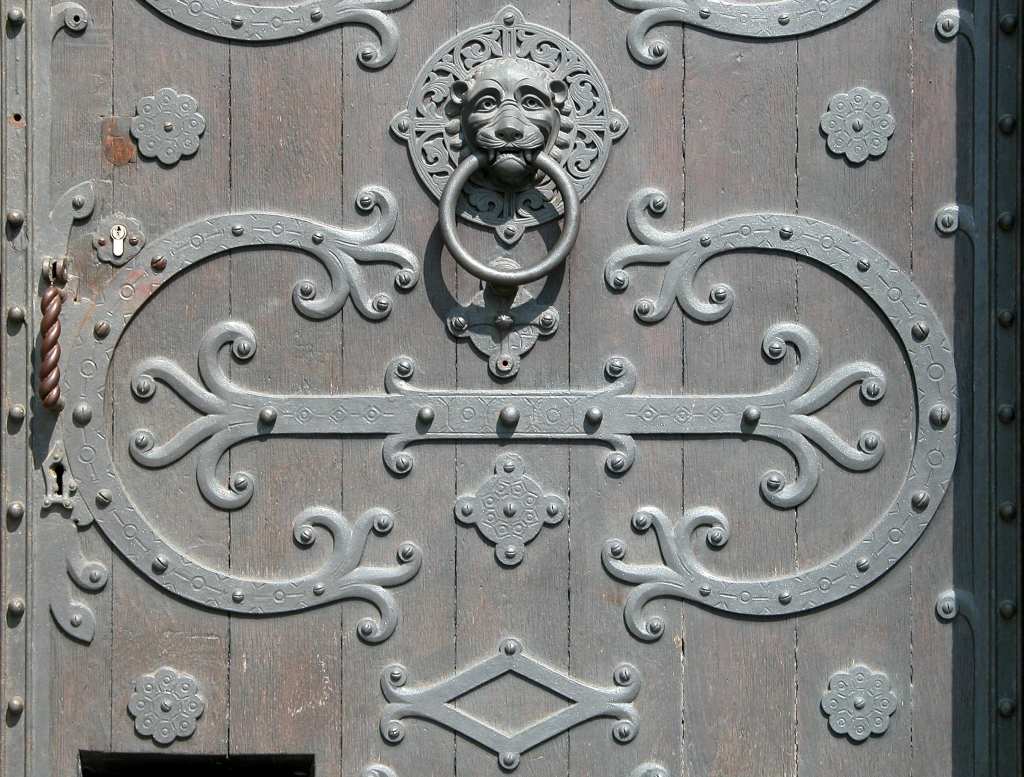
Fragment drzwi wejściowych
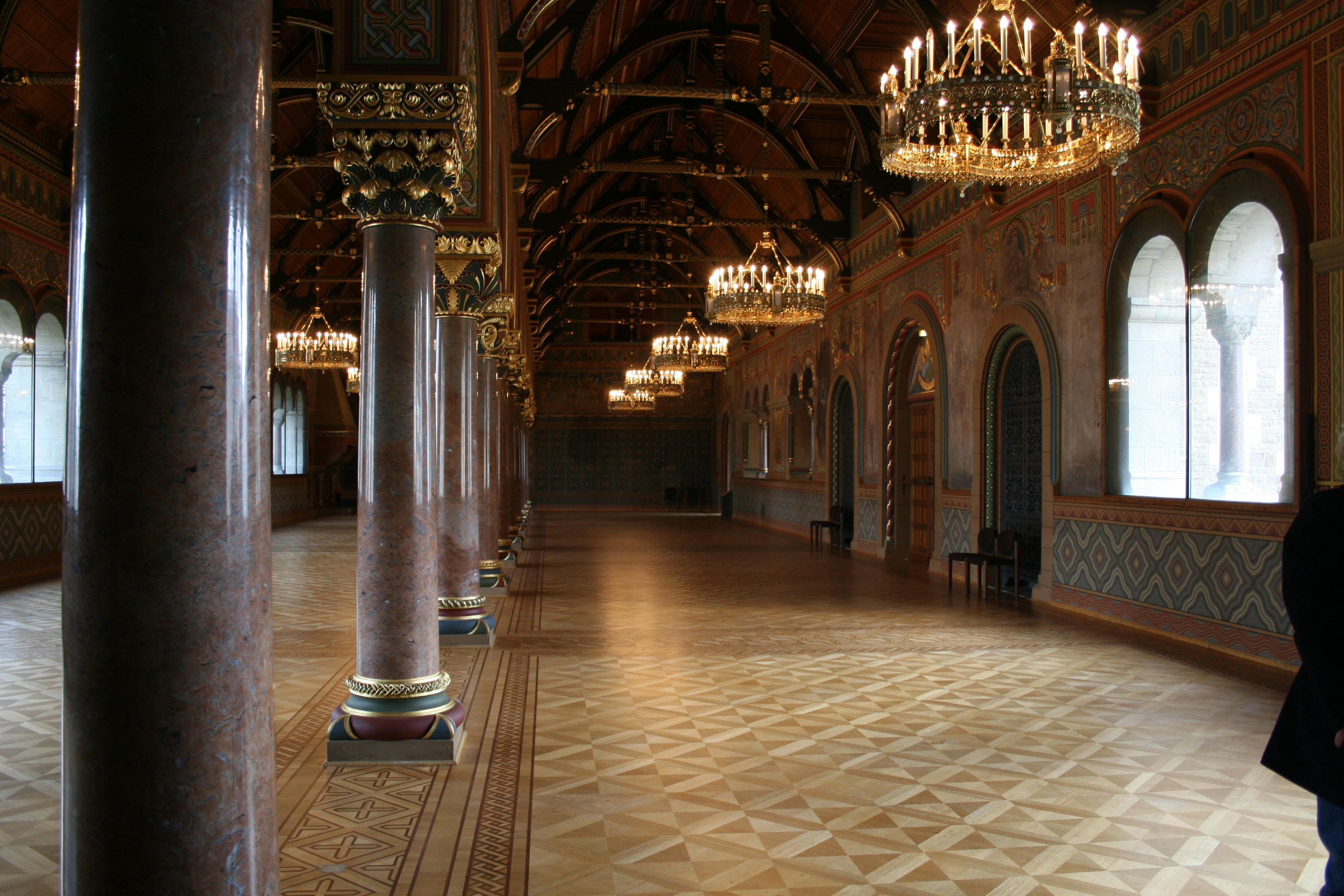
Sala Rycerska